# Bahnhof Licherode
Der Bahnhof Licherode ist der einzige dreigleisige Überholbahnhof der Schnellfahrstrecke Hannover–Würzburg. Er liegt westlich des Ortsteils Licherode der hessischen Gemeinde Alheim und trägt daher seinen Namen.

## Lage und Verlauf

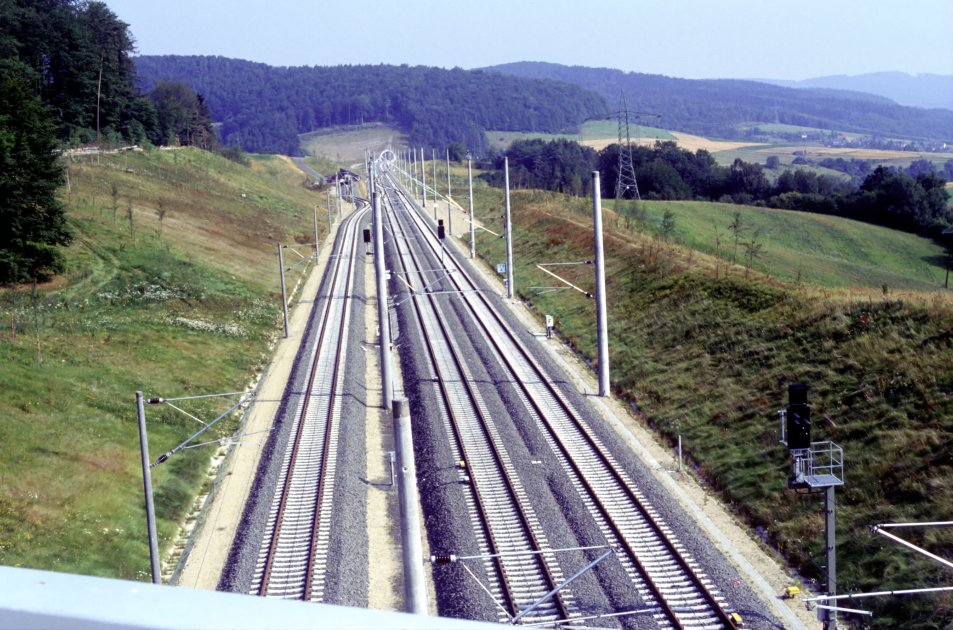
Blick auf den Nordteil des Bahnhofs, mit dem Stellwerk und dem Südportal Sengebergtunnels im Hintergrund

Das Bauwerk liegt zwischen den Streckenkilometern 178 und 180, zwischen der Heidelbach-Talbrücke im Norden und dem Schalkenbergtunnel im Süden in einem 2100 m langen Erdbauabschnitt.
Das Überholgleis liegt westlich der beiden durchgehenden Hauptgleise. Daran schließen sich (mit Schutzweichen) Stumpfgleise mit einem Weichenmontageplatz an. Auf dem Gelände des Bahnhofs steht darüber hinaus ein elektronisches Stellwerk der Bauart El S SIMIS C, welches regulär vom Stellwerk Kirchheim ferngesteuert wird.
Der Bahnhof liegt in bis zu 30 m tiefen Einschnitten und bis zu 20 m hohen Erddämmen.
Die Sohlbreite beträgt rund 25 m. Die Kronenbreite erreicht teilweise über 100 m.
Die Gradiente steigt im Bahnhofsbereich mit durchgehend 12,5 Promille in südlicher Richtung an.

## Geschichte
Aufgrund des bewegten Geländes kam der Bahnhof nach Angaben der Deutschen Bundesbahn als einziger Standort in der Gegend in Frage, obwohl das Überholgleis damit mit 12,5 Promille geneigt werden musste.
Die Bauarbeiten begannen im Juli 1984.
Für die Errichtung des Bahnhofs wurden rund 1,5 Millionen Kubikmeter Boden ausgehoben. Rund 250.000 m³ wurden als Dämme aufgeschüttet, die übrigen Massen östlich und westlich der Trasse im südlichen Teil der Anlage deponiert. Zur Sicherung der angrenzenden Böschungen wurden rund 3.500 Felsdübeln mit einer Gesamtlänge von 42 km in den Boden eingebracht.
Mit der Bauausführung waren die Unternehmen Hermann Kirchner GmbH (Bad Hersfeld), Bickhardt Bau GmbH & Co. KG (Kirchheim), Leonhard Moll GmbH & Co. KG (Frankfurt am Main) und Josef Möbius GmbH & Co. (Hamburg) beauftragt. Der Auftragswert betrug 25 Millionen D-Mark.